# Alpine Electronics
Alpine Electronics, Inc. (アルパイン 株式会社, Arupain Kabushiki gaisha)  é uma empresa com sede em Tóquio, no Japão, conhecida no ramo de fabricação de dispositivos de áudio para carros  e fabricante de sistemas de navegação. É uma subsidiária da fabricante japonesa de eletrônicos Alps Electric Co., Ltd. Alpine oferece uma grande variedade de itens,como: amplificadores, alto-falantes, subwoofers e equipamentos de processamento de sinal.

## História
Fundada em 1967 como Alpes-Motorola, uma joint venture entre a Alps Electric e a norte-americana Motorola, quando tornou-se Alpine Electronics, Inc. em 1978, quando Alpes comprou  parte da empresa Motorola.
Em 2006, 76% das vendas da Alpine vieram de negócios de OEM, principalmente para marcas premium, como as empresas, Mercedes-Benz, BMW, Acura, Volvo, Aston Martin, Jaguar e Land Rover. Em 2008, a Alpine lançou uma linha completa de produtos marinhos de sistema de som.